# Rodeiro (kommun)
Rodeiro är en kommun i Spanien. Den ligger i provinsen Pontevedra i den autonoma regionen Galicien i nordvästra delen av landet, 500 km nordväst om huvudstaden Madrid. Antalet invånare är 2 244 (2024). Arean är 154,91 kvadratkilometer. Rodeiro gränsar till Lalín, Agolada, Dozón, Antas de Ulla, Taboada, Chantada, Carballedo, San Cristovo de Cea och Piñor. 